# Мильри (Кот-д’Ор)
Мильри́ (фр. Millery) — коммуна во Франции, находится в регионе Бургундия. Департамент коммуны — Кот-д’Ор. Входит в состав кантона Семюр-ан-Осуа. Округ коммуны — Монбар.
Код INSEE коммуны — 21413.

## Население
Население коммуны на 2010 год составляло 377 человек.
| 1962 | 1968 | 1975 | 1982 | 1990 | 1999 | 2010 |
| ---- | ---- | ---- | ---- | ---- | ---- | ---- |
| 234  | 207  | 234  | 281  | 344  | 347  | 377  |

## Экономика
В 2010 году среди 242 человек трудоспособного возраста (15—64 лет) 182 были экономически активными, 60 — неактивными (показатель активности — 75,2 %, в 1999 году было 76,1 %). Из 182 активных жителей работали 173 человека (96 мужчин и 77 женщин), безработных было 9 (3 мужчин и 6 женщин). Среди 60 неактивных 17 человек были учениками или студентами, 32 — пенсионерами, 11 были неактивными по другим причинам.